# تياشا ستانكو
تياشا ستانكو (بالسلوفينية: Tjaša Stanko) مواليد 5 نوفمبر 1997 في ماريبور، هي لاعبة كرة يد سلوفينية تلعب كوسط مدافع. مثلت منتخب سلوفينيا لكرة اليد للسيدات.

## سجل المنافسة
شاركت في البطولات التالية:
- بطولة أوروبا لكرة اليد للسيدات 2016

## الإنجازات
- الدوري السلوفيني لكرة اليد للسيدات:
  - الفوز: 2016

## روابط خارجية
- تياشا ستانكو على موقع الاتحاد الدولي لألعاب القوى (الإنجليزية)
- تياشا ستانكو على موقع الاتحاد الأوروبي لكرة اليد (الإنجليزية)
- تياشا ستانكو على موقع أوليمبيديا (الإنجليزية)